# Archon polemarchos
Archon polemarchos (altgriechisch ἄρχων πολέμαρχος, „Kriegsherr, Schlachtenführer“) war seit Anfang des 7. Jh. v. Chr. einer der neun jährlich gewählten höchsten Beamten im antiken Athen, der den Oberbefehl über das Heer innehatte. Die ursprüngliche Stellung des Amtes ist umstritten; entweder wurde es zusammen mit den anderen Archontaten eingeführt oder neben dem Königtum, um die Rechte des Königs bei der Kriegsführung zu beschneiden.

## Archaische Zeit
Dem Polemarchos oblagen die Sorge für das Heerwesen, der Oberbefehl über das Heer und die Rechtsprechung über die Metöken. Jedoch lassen sich seine Aufgaben nur aus denen des 5. Jahrhunderts bestimmen, weil die Quellenlage für die archaische Zeit unsicher ist: Der Polemarchos erscheint am häufigsten bei Homer, in einem Werk epischer Dichtung, was die Verwertbarkeit wissenschaftlich in Frage stellt.

## Klassische Zeit
Der Archon polemarchos hatte bereits zu Beginn der klassischen Zeit keine militärischen Aufgaben mehr; dieses Aufgabengebiet wurde von den Strategen ausgefüllt. (Zur Zeit der Schlacht bei Marathon 490 v. Chr. gehörte der Archon polemarchos Kallimachos noch zum Kollegium der Strategen und führte in traditioneller Weise den rechten Flügel der Schlachtordnung.) Er hatte nur noch die Fremdengerichtsbarkeit inne und die gegenüber Freigelassenen, verbunden mit dem Vorsitz in derartigen Prozessen. Zudem leitete er die Feiern in Erinnerung an Kriege und Gefallene, so die Leichenspiele und die Opfer für Artemis Agrotera.